# شهرستان شرق الغزه
شهرستان شرق الغزه یک منطقهٔ مسکونی در سودان است که در جزیره (ایالت سودان) واقع شده‌است.